# فانو (ایتالیا)
شهر  فانو (به ایتالیایی: Fano) با جمعیت ۶۲٬۱۹۹ نفر  در ناحیه مارکه در کشور ایتالیا واقع شده‌است.